# Oblast Autônomo Sérvio de Krajina
O Oblast Autônomo Sérvio de Krajina (em servo-croata: Srpska autonomna oblast Krajina / Српска аутономна област Крајина) ou SAO Krajina (САО Крајина) foi uma autoproclamada Região Autônoma Sérvia (oblast) dentro da atual Croácia (então parte da Iugoslávia). O território era composto por municípios de maioria sérvia da República da Croácia que declararam autonomia em outubro de 1990. Foi formada como SAO Kninska Krajina (САО Книнска Крајина), mas, após a inclusão de áreas adicionais povoadas por sérvios, mudou seu nome simplesmente para SAO Krajina. Em 1991, a SAO Krajina declarou-se a República Sérvia de Krajina e, posteriormente, incluiu as outras duas SAOs sérvias na Croácia, o Oblast Autônomo Sérvio da Eslavônia Ocidental e o Oblast Autônomo Sérvio da Eslavônia Oriental, Baranja e Sírmia Ocidental.

## História
Em 1990, após as eleições multipartidárias croatas e a vitória da União Democrática Croata (HDZ), as tensões étnicas entre croatas e sérvios agravaram-se. 
Em 17 de agosto de 1990, uma insurreição começou em áreas da República da Croácia que eram significativamente povoadas por sérvios étnicos.  Os organizadores estavam armados com armas ilegais fornecidas por Milan Martić .  A revolta foi explicada pelos sérvios como resultado do "aterrorismo [do governo croata]" e do desejo de "[lutar por] mais direitos culturais, linguísticos e educacionais". O jornal sérvio "Večernje Novosti" escreveu que "2.000.000 de sérvios [estão] prontos para ir à Croácia para lutar". Diplomatas ocidentais criticaram a comunicação social sérvia por “inflamar paixões”, enquanto o presidente croata Franjo Tudjman declarou que “Sabíamos do cenário para criar confusão na Croácia...”. 
Em antecipação à declaração de independência da Croácia, os líderes sérvios croatas criaram uma região autônoma ao redor da cidade de Knin. O Conselho Nacional Sérvio (SNV) foi formado, funcionando como um parlamento para a região e como a autoridade máxima sobre os sérvios croatas. Organizou um referendo bem-sucedido sobre a autonomia em agosto.  
Inicialmente, esta região foi denominada SAO Kninska Krajina em setembro de 1990,  mas, após se juntar à Associação de Municípios do Norte da Dalmácia e Lika, foi renomeada e proclamada como SAO Krajina em dezembro de 1990.  Em Outubro, o Conselho Nacional Sérvio proclamou-a autónoma.  Abrangeu Krajina, bem como três municípios do norte da Dalmácia com uma maioria étnica sérvia (Benkovac, Knin e Obrovac).  Em 21 de dezembro de 1990, os municípios de Knin, Benkovac, Vojnić, Obrovac, Gračac, Dvor e Kostajnica adotaram o "Estatuto da Região Autônoma Sérvia de Krajina". 
Em 28 de fevereiro de 1991, o SAO Krajina foi oficialmente declarado.  Anunciou que planejava se separar da Croácia caso esta buscasse a independência da Iugoslávia.
Em 16 de março de 1991, o Conselho Nacional Sérvio declarou Krajina independente da Croácia. Em 12 de maio de 1991, foi realizado um referendo com mais de 99 por cento dos votos a favor da unificação com a Sérvia.  Em 1 de abril de 1991, declarou que se separaria da Croácia.  Posteriormente, a assembleia de Krajina declarou que "o território da SAO Krajina é uma parte constitutiva do território unificado da República da Sérvia". 
Logo começou o conflito entre os sérvios da Krajina e as autoridades croatas. Depois que a Eslovênia e a Croácia declararam independência, a violência aumentou à medida que os sérvios expandiram o território que ocupavam com a ajuda do Exército Popular Iugoslavo (JNA), eventualmente incluindo o SAO da Eslavônia Oriental, Baranja e Síria Ocidental e o SAO Eslavônia Ocidental.
Em 19 de dezembro de 1991, as duas SAOs, por iniciativa de Milan Babić (presidente da SAO de Krajina) e Goran Hadžić (presidente do SAO da Eslavônia Oriental, Baranja e Sírmia Ocidental), foram declaradas um único estado sérvio com o nome de República da Krajina Sérvia. Em fevereiro de 1992, as autoridades declararam independência. Naquela época, o território controlado pelos sérvios incluía um terço da Croácia. 
O autoproclamadao SAO de Krajina foi dissolvida após 5 de agosto de 1995, quando as forças armadas croatas reintegraram seus territórios à Croácia.